# Jean-Étienne Championnet
Jean-Étienne Championnet (ur. 13 kwietnia 1762 w Valence, zm. 9 stycznia 1800 w Antibes) – francuski wojskowy, uczestnik wojen pierwszej i drugiej koalicji w okresie rewolucji francuskiej.
W 1794 r., podczas wojny Francji z pierwszą koalicją, dowodził dywizją w składzie armii J.-B. Jourdana w bitwie pod Fleurus. W trakcie walk we Włoszech dowodzone przez niego wojska po ciężkich walkach z oddziałami Królestwa Sycylii (oraz m.in. z pospólstwem miejskim) zajęły 23 stycznia 1799 r. Neapol. Pomimo niechęci Dyrektoriatu Championnet natychmiast ogłosił powołanie efemerycznej Republiki Partenopejskiej.
Po śmierci generała Jouberta 15 sierpnia 1799 r. przejął naczelne dowództwo nad Armią Italii.
Zachorował na tyfus i zmarł w Antibes, w wieku 37 lat. Został pochowany w Fort Carré.

## Upamiętnienie
Jego nazwisko jest zapisane na 3 kolumnie północnego filara Łuku Triumfalnego w Paryżu.